# Runova x handover
『runova x handover』（ラノーバ・ハノーバー）は、日本のロックバンド、NICO Touches the Wallsのミニアルバム。2006年10月18日、SENHA&Co.より発売。

## 解説
- 多くの夏フェスへの参加を経て、前作より8ヶ月で発売された2枚目のミニアルバム。

## 収録曲
1. 泥んこドビー (3:51)
2. アボガド (3:53)
PVが制作されている。
3. 梨の花 (5:24)
メジャーデビュー後に再録。
4. 壁 (5:33)
5. 幾那由他の砂に成る (4:53)
「NICO初期の四天王」と称されるうちの1曲。
6. 3年目の頭痛薬 (3:53)
7. 僕がいなくても地球はまわってる (5:44)

全作詞・作曲：光村龍哉　編曲：NICO Touches the Walls